# SN 2007gw
SN 2007gw – supernowa typu II odkryta 24 sierpnia 2007 roku w galaktyce NGC 4161. W momencie odkrycia miała maksymalną jasność 16,70m.